# خيفة (يبعث)

تعديل مصدري - تعديل

خيفة هي إحدى قرى عزلة يبعث بمديرية يبعث التابعة لمحافظة حضرموت، بلغ تعداد سكانها 143 نسمة حسب تعداد اليمن لعام 2004.